# 喬治·魯塔甘達
喬治·魯塔甘達（1958年11月27日—2010年10月11日）是卢旺达胡图族民兵联攻派第二副主席。鲁塔甘达在1994年的卢旺达种族灭绝中具有关键作用。检察官詹姆斯·斯图尔特表示，“如果沒有喬治·魯塔甘達，盧旺達種族滅絕就不會像現在這樣發生”。1994年，他在吉佳利的千丘自由广播电台鼓励联攻派民兵消滅所有图西人。据称，鲁塔甘达在吉佳利的聯攻派藏身處俘虜、强奸并折磨图西族妇女。其他说法称，鲁塔甘达抓捕图西族妓女，认为她们是女巫。
在此期間，據報導，魯塔甘達向民兵提供從卢旺达軍隊偷來的物資。魯塔甘達於1995年10月10日被捕，1996年5月26日被轉移到坦桑尼亚阿鲁沙，以種族滅絕罪、危害人类罪和謀殺罪被判處無期徒刑。
服刑期間他於2010年10月11日在贝宁因病去世。

## 流行文化
魯塔甘達在歷史片《卢旺达饭店》中由海金·凱-卡辛扮演。